# Livre de Jersey
 (août 2012).
Si vous disposez d'ouvrages ou d'articles de référence ou si vous connaissez des sites web de qualité traitant du thème abordé ici, merci de compléter l'article en donnant les références utiles à sa vérifiabilité et en les liant à la section « Notes et références ».
La livre de Jersey est, avec la livre sterling, l'unité monétaire principale du bailliage de Jersey. Jusqu'en 1834, elle fut essentiellement composée de pièces françaises échangeables contre des livres sterling à un taux de 26 pour 1. En réaction au remplacement, en 1795, de la livre par le franc français, qui avait réduit l'approvisionnement de Jersey en pièces de monnaie et conduit à des difficultés en matière de commerce et de paiement, un décret du Conseil de 1834, a adopté la livre sterling comme seule monnaie ayant cours légal officiel à Jersey. Des pièces de cuivre françaises continuèrent néanmoins à circuler conjointement avec les pièces d'argent britanniques, à un taux de 26 sous par shilling. Les sous étant restés la petite monnaie principale de Jersey, une monnaie de cuivre basée sur un penny pour 1/13e de shilling, soit l'équivalent de 2 sous, fut émise pour Jersey en 1841. Ce système a perduré jusqu'à l'introduction d'un penny d'1/12e de shilling en 1877.

## Histoire de la monnaie à Jersey
La livre jersiaise était entièrement composée de pièces de monnaie françaises jusqu'en 1834.Jusqu'aux années 1720, la monnaie utilisée est la livre française, subdivisée en 20 sous, chacun valant 12 deniers.
Pendant la Révolution française, la livre française fut remplacée en France par le franc. Néanmoins Jersey reconnaissait toujours comme ayant cours légal la livre française dont les pièces de monnaie en circulation à Jersey devenaient de plus en plus usées ou rares.

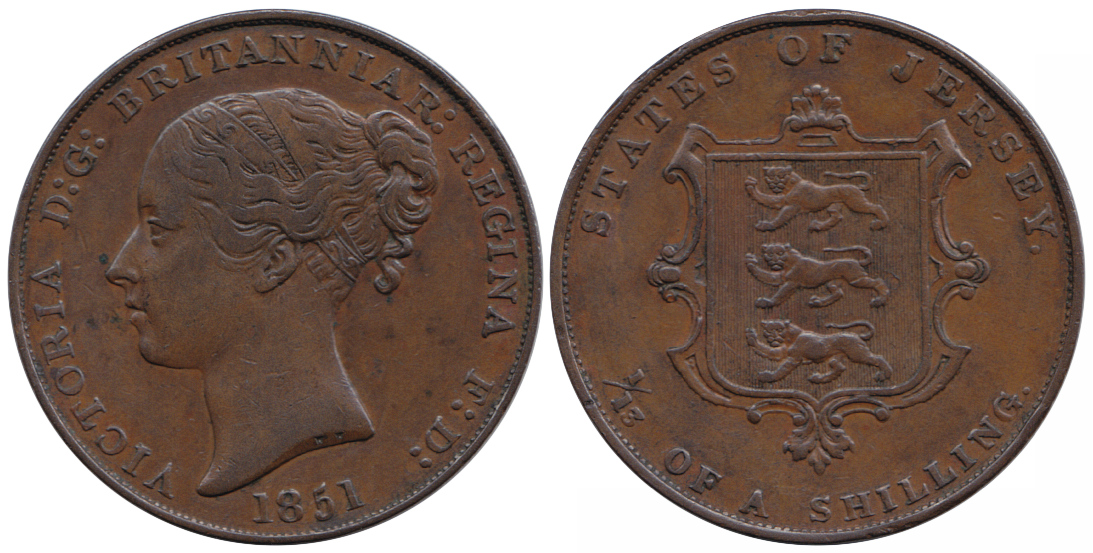
Pièce de 1/13 shilling, 1851, reine Victoria. Cuivre.

En 1834, les États de Jersey ont voté une loi, le 18 septembre 1834, faisant de la livre sterling serait la seule monnaie ayant cours légal à partir du 1er octobre 1834 (cette loi a été confirmée par un décret du Conseil le 24 juin 1835). Cependant, bien que la livre sterling soit désormais le seul monnaie ayant cours légal, la monnaie française a continué à circuler à Jersey. En 1840, une nouvelle monnaie de cuivre a été introduit à Jersey, basée sur un penny valant 1/13 d'un shilling, soit l'équivalent de 2 sous.
Néanmoins, les pièces de monnaie française ont continué à circuler (essentiellement le franc français). Le 7 février 1923, les États de Jersey ont adopté une loi visant à interdire l'importation des pièces de cuivre étrangères dont la valeur est supérieure à 20 sous. Cette loi a été confirmée par un décret en Conseil du 12 mars 1923 et enregistrée à la Cour Royale le 7 avril 1923. Les États de Jersey ont ensuite pris des mesures pour éliminer les pièces de cuivre françaises de la circulation. Le 2 août 1923, les États de Jersey ont autorisé l'échange des pièces de cuivre françaises contre des pièces de cuivre jersiaises. Entre le 27 août et le 8 septembre, le Trésor a récupéré dans leurs bureaux de change un grand nombre de petites pièces de monnaie de 1 et 2 sous français contre des pièces de Jersey. Le service des finances de Jersey a placé des annonces dans la presse à cet effet avec un rappel supplémentaire indiquant que la monnaie française n'aura plus de cours légal.
La livre jersiaise (billets de banque et pièces de monnaie émis par les États de Jersey) circule librement aux côtés de billets de banque anglais, guernesiais, écossais mais aussi de pièces de monnaie de Guernesey et du Royaume-Uni. Des banques proposent un choix de distributeurs de billets afin que les clients puissent retirer des billets de banque jersiais ou anglais, selon leurs besoins.

## Les pièces de monnaie jersiaises

### La première série d'Élisabeth II
- La pièce (1954) de 1/12 chelin en bronze

### La deuxième série d'Élisabeth II
La mention ISLAND OF JERSEY est remplacée par BAILIWICK OF JERSEY
- La pièce (1957-1964) de 1/12 chelin en bronze
- La pièce (1957-1960) de 1/4 chelin en nickel-brass
- La pièce (1964) de 1/4 chelin en nickel-brass

### La première série décimale d'Élisabeth II
- La pièce (1971) de 1/2 nouveau penny en bronze
- La pièce (1971) de 1 nouveau penny en bronze
- La pièce (1971) de 2 nouveaux pence en bronze
- La pièce (1968) de 5 nouveaux pence en cupro-nickel
- La pièce (1968) de 10 nouveaux pence en cupro-nickel
- La pièce (1969) de 50 nouveaux pence en cupro-nickel

### Série actuelle
- 1 penny : la tour du Hocq  (Saint-Clément)
- 5 pence : la tour de l'Avarison, (Grouville)
- 10 pence : la Pouquelaye de Faldouet (Saint-Martin)
- 20 pence : le phare de la Corbière (Saint-Brélade)
- 50 pence : le château de Grosnez (Saint-Ouën)
- 1 livre : des séries de navires construits à Jersey et des armoiries des paroisses
- 2 livres : les armoiries des paroisses

## Les billets de banque jersiais
Chacun des billets jersiais porte un portrait de la reine, avec la tête d'une vache jersiaise en filigrane.

### Série 1989
Depuis 2004, un billet commémoratif d'1 livre circule pour fêter les 800 ans d'indépendance jersiaise. Il est en vert et or avec une représentation du château Mont-Orgueil (Saint-Martin).
| valeur    | couleur | recto        | verso                                               |
| --------- | ------- | ------------ | --------------------------------------------------- |
| 1 livre   | vert    | Élisabeth II | l'église paroissiale de Saint-Hélier                |
| 5 livres  | pourpre | Élisabeth II | le phare de la Corbière (Saint-Brélade)             |
| 10 livres | rouge   | Élisabeth II | la Bataille de Jersey, 1781 (Saint-Hélier)          |
| 20 livres | bleu    | Élisabeth II | le manoir de Saint-Ouën                             |
| 50 livres | brun    | Élisabeth II | la Maison du Gouvernement de Jersey (Saint-Sauveur) |

### Série 2010
Les billets 2010 portent du texte en anglais et en français, avec les valeurs en jersiais.
| valeur    | couleur    | recto                                                   | verso                                                 |
| --------- | ---------- | ------------------------------------------------------- | ----------------------------------------------------- |
| 1 livre   | vert       | Élisabeth II ; Sculpture de la Libération, Saint-Hélier | tour du Hocq ; La Hougue Bie                          |
| 5 livres  | bleu clair | Élisabeth II ; Le Rât (chaumière, Saint-Laurent)        | tour de l'Archirondel ; manoir des Augrès, La Trinité |
| 10 livres | sienne     | Élisabeth II ; Hermitage de saint Helier                | tour de l'Avarison ; sculpture Lalique, Saint-Laurent |
| 20 livres | violet     | Élisabeth II ; la Cohue, Saint-Hélier                   | tour de la Rocque-Ho ; Chambre des États              |
| 50 livres | rouge      | Élisabeth II ; Mont Orgueil                             | tour du Ouaisné ; La Marmotière, Les Écréhous         |

## Change
Les livres jersiaises ne sont pas échangées partout dans le Royaume-Uni, quelques endroits les acceptent comme la Banque Nationale à Londres (Liverpool St) et dans certains bureaux de change des aéroports du Royaume-Uni.